# Saison 2019 des Mariners de Seattle
La saison 2019 des Mariners de Seattle est la 43e saison de son histoire. Il s'agit leur 21e saison (dont 20 entières) au T-Mobile Park, leur stade de baseball. Les Mariners ont débuté la saison en ayant la plus grande période sans séries éliminatoires des quatre ligues majeures d'Amérique du Nord et n'en ont toujours pas disputés depuis 2001. Les Mariners ont commencé la saison avec un 13 victoires et 2 défaites, le meilleur départ de leur histoire. Cependant, ils ont ensuite fait 55 victoires pour 92 défaites et terminent derniers de la Division Ouest de la Ligue américaine et n'accède toujours pas aux séries éliminatoires.
Avec la victoire des Nationals de Washington à la Série mondiale 2019, les Mariners sont maintenant la seule franchise à n'avoir jamais participé à la Série mondiale.

## Saison régulière

### Classements de la saison

#### Division Ouest de la Ligue américaine
| Division Ouest de la Ligue américaine | V   | D  | Moy.  | MR | Dom.  | Ext.  |
| ------------------------------------- | --- | -- | ----- | -- | ----- | ----- |
| Astros de Houston                     | 107 | 55 | 0.660 | —  | 60–21 | 47–34 |
| Athletics d'Oakland                   | 97  | 65 | 0.599 | 10 | 52–29 | 45–36 |
| Rangers du Texas                      | 78  | 84 | 0.481 | 29 | 45–36 | 33–48 |
| Angels de Los Angeles                 | 72  | 90 | 0.444 | 35 | 38–43 | 34–47 |
| Mariners de Seattle                   | 68  | 94 | 0.420 | 39 | 35–46 | 33–48 |

#### Leaders de la Ligue américaine
| Leaders de division | V   | D  | Moy.  |
| ------------------- | --- | -- | ----- |
| Astros de Houston   | 107 | 55 | 0.660 |
| Yankees de New York | 103 | 59 | 0.636 |
| Twins du Minnesota  | 101 | 61 | 0.623 |

| Meilleurs deuxièmes (Deux premiers qualifiés en séries éliminatoires) | V  | D   | Moy.  |
| --------------------------------------------------------------------- | -- | --- | ----- |
| Athletics d'Oakland                                                   | 97 | 65  | 0.599 |
| Rays de Tampa Bay                                                     | 96 | 66  | 0.593 |
| Indians de Cleveland                                                  | 93 | 69  | 0.574 |
| Red Sox de Boston                                                     | 84 | 78  | 0.519 |
| Rangers du Texas                                                      | 78 | 84  | 0.481 |
| White Sox de Chicago                                                  | 72 | 89  | 0.447 |
| Angels de Los Angeles                                                 | 72 | 90  | 0.444 |
| Mariners de Seattle                                                   | 68 | 94  | 0.420 |
| Blue Jays de Toronto                                                  | 67 | 95  | 0.414 |
| Royals de Kansas City                                                 | 59 | 103 | 0.364 |
| Orioles de Baltimore                                                  | 54 | 108 | 0.333 |
| Tigers de Détroit                                                     | 47 | 114 | 0.292 |

### Bilan par adversaire
| Équipe      | BAL  | BOS  | CWS  | CLE  | DET  | HOU  | KC   | LAA  | MIN  | NYY  | OAK  | SEA  | TB   | TEX  | TOR  | NL    |
| ----------- | ---- | ---- | ---- | ---- | ---- | ---- | ---- | ---- | ---- | ---- | ---- | ---- | ---- | ---- | ---- | ----- |
| Baltimore   | —    | 7–12 | 3–3  | 3–4  | 3–4  | 2–4  | 3–3  | 4–3  | 0–6  | 2–17 | 1–6  | 3–4  | 7–12 | 1–6  | 8–11 | 7–13  |
| Boston      | 12–7 | —    | 5–2  | 3–3  | 5–2  | 2–4  | 5–1  | 4–3  | 3–3  | 5–14 | 4–3  | 4–3  | 7–12 | 4–3  | 11–8 | 10–10 |
| Chicago     | 3–3  | 2–5  | —    | 11–8 | 12–6 | 4–3  | 9–10 | 2–5  | 6–13 | 4–3  | 1–5  | 2–4  | 2–4  | 4–3  | 4–3  | 6–14  |
| Cleveland   | 4–3  | 3–3  | 8–11 | —    | 18–1 | 3–4  | 12–7 | 6–0  | 10–9 | 4–3  | 1–5  | 5–1  | 1–6  | 4–3  | 6–1  | 8–12  |
| Détroit     | 4–3  | 2–5  | 6–12 | 1–18 | —    | 1–6  | 10–9 | 3–3  | 5–14 | 3–3  | 1–6  | 1–6  | 2–4  | 0–6  | 3–4  | 5–15  |
| Houston     | 4–2  | 4–2  | 3–4  | 4–3  | 6–1  | —    | 5–1  | 14–5 | 3–4  | 4–3  | 11–8 | 18–1 | 3–4  | 13–6 | 4–2  | 11–9  |
| Kansas City | 3–3  | 1–5  | 10–9 | 7–12 | 9–10 | 1–5  | —    | 2–4  | 5–14 | 2–5  | 2–5  | 2–5  | 3–4  | 2–5  | 1–6  | 9–11  |
| Los Angeles | 3–4  | 3–4  | 5–2  | 0–6  | 3–3  | 5–14 | 4–2  | —    | 1–5  | 2–5  | 6–13 | 10–9 | 3–4  | 9–10 | 6–1  | 12–8  |
| Minnesota   | 6–0  | 3–3  | 13–6 | 9–10 | 14–5 | 4–3  | 14–5 | 5–1  | —    | 2–4  | 3–4  | 5–2  | 5–2  | 6–1  | 4–3  | 8–12  |
| New York    | 17–2 | 14–5 | 3–4  | 3–4  | 3–3  | 3–4  | 5–2  | 5–2  | 4–2  | —    | 2–4  | 6–1  | 12–7 | 3–3  | 11–8 | 12–8  |
| Oakland     | 6–1  | 3–4  | 5–1  | 5–1  | 6–1  | 8–11 | 5–2  | 13–6 | 4–3  | 4–2  | —    | 10–9 | 4–3  | 13–6 | 0–6  | 11–9  |
| Seattle     | 4–3  | 3–4  | 4–2  | 1–5  | 6–1  | 1–18 | 5–2  | 9–10 | 2–5  | 1–6  | 9–10 | —    | 2–4  | 8–11 | 4–2  | 9–11  |
| Tampa Bay   | 12–7 | 12–7 | 4–2  | 6–1  | 4–2  | 4–3  | 4–3  | 4–3  | 2–5  | 7–12 | 3–4  | 4–2  | —    | 3–3  | 13–6 | 14–6  |
| Texas       | 6–1  | 3–4  | 3–4  | 3–4  | 6–0  | 6–13 | 5–2  | 10–9 | 1–6  | 3–3  | 6–13 | 11–8 | 3–3  | —    | 3–3  | 9–11  |
| Toronto     | 11–8 | 8–11 | 3–4  | 1–6  | 4–3  | 2–4  | 6–1  | 1–6  | 3–4  | 8–11 | 6–0  | 2–4  | 6–13 | 3–3  | —    | 3–17  |

## Affiliations en ligues mineures
| Niveau            | Équipe                           | Ligue                         |
| ----------------- | -------------------------------- | ----------------------------- |
| AAA               | Rainiers de Tacoma               | Ligue de la côte du Pacifique |
| AA                | Travelers de l'Arkansas          | Texas League                  |
| A-Advanced        | Nuts de Modesto                  | California League             |
| A                 | Power de la Virginie-Occidentale | South Atlantic League         |
| A (saison courte) | AquaSox d'Everett                | Northwest League              |
| Ligue des recrues | Arizona League Mariners          | Arizona League                |
| Ligue des recrues | DSL Mariners 1                   | Dominican Summer League       |
| Ligue des recrues | DSL Mariners 2                   | Dominican Summer League       |